# تكرار سلسلة (دي أن إيه)
تكرار سلسلة الدنا (بالإنجليزية: Repeated sequence)‏ في دراسة تسلسل الحمض النووي يمكن للمرء أن يميز نوعان رئيسيان من تكرار سلسلة الدنا:
- تكرر ترادفي (Tandem repeats)
- تكرر مشتت (Interspersed repeats).[1][2][3]